# Памятник The Beatles (Екатеринбург)
Памятник группе «The Beatles» в Екатеринбурге, установленный 23 мая 2009 года, является первым памятником, посвященным знаменитой ливерпульской четверке в России и третьим на территории бывшего СССР (первый открыт в украинском городе Донецк, второй — в казахстанской Алма-Ате).

## История

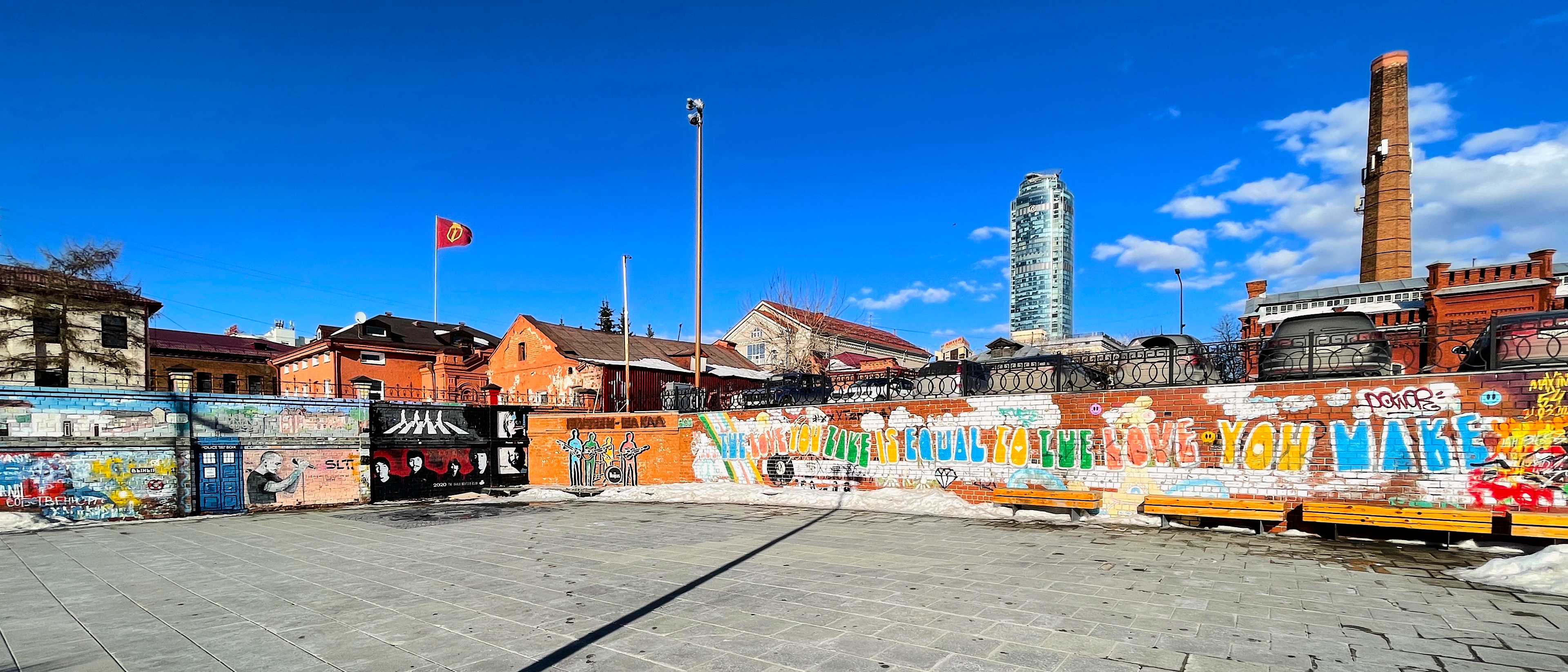
Стена в 2021 году

Инициативу по созданию памятника группе «The Beatles» проявили участники уральского «Битлз-клуба». Всего на создание памятника было собрано 2,5 миллиона рублей. Художником и автором эскиза выступил Вадим Окладников, архитектором и автором объёмного решения — Артем Алендеев.
Торжественное открытие памятника состоялось 23 мая 2009 года. Покрывало с монумента сбросили почётные гости — участники группы The Quarrymen, основанной Джоном Ленноном.
Впоследствии стена, около которой размещён памятник, стала своеобразным мемориалом умершим музыкантам. На ней появились надписи и изображения Курта Кобейна, Lil Peep'а, Честера Беннингтона.

## Описание
Монумент представляет собой чугунные силуэты участников группы на фоне кирпичной стены. Рядом на стене — надпись из песни The Beatles «The love you take is equal to the love you make». Памятник установлен у здания, находящегося по адресу ул. Горького, 8, на берегу реки Исеть рядом с мостом на ул. Малышева. Неподалёку находится Памятник клавиатуре.